# Imste
Imste – wieś leżąca we wschodniej części Estonii, w prowincji Tartu, w gminie Kastre.

## Etymologia
J. Simm uważa, że nazwa wsi wywodzi się od męskiego imienia Emma lub Imma.

## Historia
Imste istniało już w 1582 roku. Podczas rewizji w 1627 i 1638 roku gospodarstwa wsi Ibaste zostały również włączone do wsi Imste. Do 1930 roku Imste zostało podzielone między wsie Ibaste i Lääniste oraz małe miasteczko Võnnu. Wieś została ponownie założona w 1977 roku.
Przed reformą estońskiej administracji samorządu lokalnego w 2017 roku wieś Imste należała do gminy Võnnu.

## Demografia
Według spisu ludności z 2011 roku w Imste mieszkało 10 mieszkańców, z czego 100% stanowili Estończycy. Według spisu ludności z 2021 roku w Ignase mieszkało 10 mieszkańców, z czego 100% stanowili Estończycy.